# Skogsta
Skogsta är en bebyggelse väster om Växnan sydväst om Tallåsen och norr om Ljusdal i Ljusdals kommun. Mellan 2015 och 2020 och åter från 2023 avgränsar SCB här en småort.